# Маркос Боларис
Маркос Илия Боларис (на гръцки: Μάρκος Ηλία Μπόλαρης) е гръцки политик.

## Биография
Роден е в 1958 година в македонския град Сяр, на гръцки Серес. Завършва право в Солунския университет и работи като адвокат. Член е на младежката организация на ПАСОК от 1974 година. Избран е за депутат от Сяр на изборите от 2004, 2007, 2009 и май 2012 година от ПАСОК и като независим на изборите от 17 юни 2012 г. Маркос Боларис е заместник-министър на външните работи на Гърция и съпредседател на от Комисията за исторически, археологически и образователни проблеми между Северна Македония и Гърция, формирана в резултат на Преспанския договор в 2018 година.